# Tshidzholo
Tshidzholo, auch tsijolo (Tshivenda), ist eine einsaitige, mit einem kurzen Bogen gestrichene Halbröhrenzither oder Schalenzither der Venda in Südafrika. Der Ton des obsoleten Instruments wird durch den langen, rinnenförmigen Saitenträger verstärkt und wie bei einem Mundbogen isoliert der Spieler einzelne Obertöne durch eine bestimmte Mundstellung. Die tshidzholo ist eine einfachere und vermutlich ältere Form der in Botswana und anderen Ländern des südlichen Afrika gespielten Schalenzither segankuru und ist des Weiteren mit der sefinjolo der Batswana, der sekatari der Sotho in Lesotho und mit der Stabzither isankuni der Mpondo in der Provinz Ostkap verwandt.

## Bauform und Spielweise
Nach ihrer Bauform werden die einfachen Saiteninstrumente in Musikbögen mit einem biegsamen und gebogenen Saitenträger und in Stabzithern mit einem geraden und starren Saitenträger eingeteilt. Die bis heute umfangreichste Studie über traditionelle südafrikanische Musikinstrumente veröffentlichte Percival Kirby 1934. Er teilt die voreuropäischen Saiteninstrumente Südafrikas nicht nach ihrer vergleichsweise einfachen Form, sondern nach ihrem komplexen Klangergebnis ein und unterscheidet zunächst drei Gruppen: (1) die Obertöne klingen als Akkord zusammen, (2) die Obertöne werden isoliert, um eine Melodie zu bilden und (3) die Obertöne ergeben im Zusammenklang mit dem Grundton eine einfache Form der Mehrstimmigkeit. Zur ersten Gruppe gehören (a) der für die Nguni-Ethnien typische Kalebassen-Musikbogen mit ungeteilter Saite, der bei den Xhosa uhadi, bei den Swazi ligubu und bei den Tsonga dende heißt, und (b) Kalebassen-Musikbögen mit einer die Saite in der Mitte teilenden Stimmschlinge, etwa der xitende und bei den Tsonga der dende der Venda. Die zweite Gruppe, bei der einzelne Obertöne als Melodielinie isoliert werden, beinhaltet (a) den Musikbogen kha:s der Nama in Namibia und den gora, dessen Saite angeblasen wird sowie (b) die Trogzithern segankuru und tshidzholo. Zur dritten Gruppe gehören laut Kirby vier Musikbogentypen: (a) der Mundbogen !gabus der Koranna aus einem leicht gebogenen Pflanzenrohr, der ähnliche, aber fast gerade umqangala der Nguni, der mtyangala der Tumbuka in Malawi, nkangala der Chewa in Malawi, umquengele der Zulu und lugube der Venda sowie weitere, die sich organologisch nur wenig von einer Stabzither unterscheiden, (b) Mundbögen mit einem dickeren Mittelstück, in das auf beide Seiten dünnere Stäbe gesteckt werden, etwa der goukh:as der Damara, der isitontolo der Tsonga und Zulu, der lekope der Pedi und der tshigwana der Venda, (c) mit dem Mund verstärkte Schrapbögen wie der nxonxoro der ǃKung und der xizambi (tshizambi) der Venda sowie (d) Mundbögen mit einem geraden dicken Stab, an den an einem Ende ein dünner gebogener Stab angesetzt ist, darunter die ältere, heute verschwundene Form des umrhubhe der Xhosa und der utiyane der Swazi.

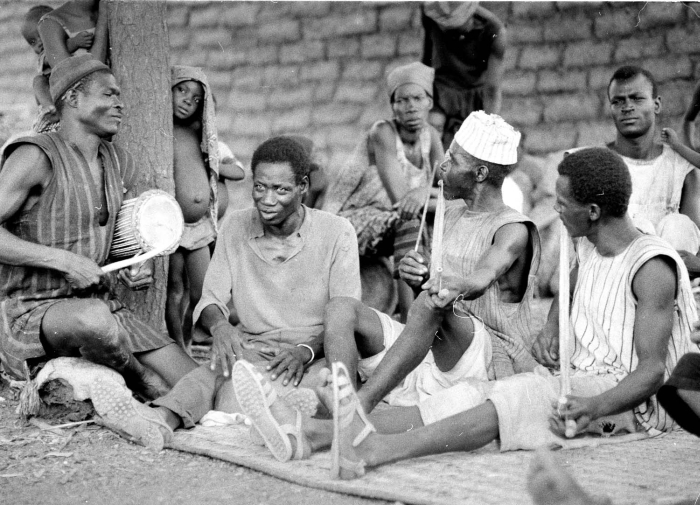
Zwei Sanan-Musiker rechts spielen eine durch den Mund verstärkte einsaitige Stabzither mit Stimmwirbel am unteren Ende. Die Spielhaltung ist ähnlich wie bei der tshidzholo. Burkina Faso, 1970/71. Sammlung des Tropenmuseums, Amsterdam.

Die tshidzholo wird aus einem etwa 75 Zentimeter langen und bis zu 5 Zentimeter starken Ast eines Weichholzbaumes hergestellt. Nach Entfernen der Rinde wird der Ast der Länge nach halbiert bis auf ungefähr 10 Zentimeter Länge, die an einem Ende erhalten bleiben. Das Innere des halbierten Abschnitts wird herausgeschnitten, sodass eine halbrunde lange Schale oder Rinne übrigbleibt. Gelegentlich wird eine Bambusröhre gespalten und in die entsprechende Form gebracht. Ein in das zur Gänze erhaltene Stabende eingebranntes Loch dient zur Aufnahme eines hölzernen Stimmwirbels von ungefähr 20 Zentimetern Länge, der an beiden Seiten gleich weit herausragt. Das andere Stabende wird an beiden Seiten zugespitzt. Ein um die Spitze gewickelter Draht wird über den rinnenförmigen Saitenträger bis zum Ende des Stimmwirbels gespannt und dort festgeknotet. Die Drahtsaite entfernt sich vom oberen Ende der Rinne in einem spitzen Winkel und hat am Wirbel gut 5 Zentimeter Abstand vom Saitenträger. Mit dem kleinen Finger der linken Hand, den der Musiker in eine Kerbe im Stab in der Nähe des Stimmwirbels legt, bringt er die Hand während des Spiels in die richtige Position. Mit den übrigen Fingern der linken Hand umgreift der Musiker den Stimmwirbel. So hält er den Stab schräg nach links unten gerichtet und drückt ihn mit dem oberen Ende gegen seinen geöffneten Mund. 
Der Streichbogen besteht aus einem 15 bis 18 Zentimeter langen, gebogenen Zweig, der dicht am einen Ende und etwas weiter entfernt vom anderen Ende eingekerbt ist. Als Bespannung werden einige Kuhschwanzhaare an beiden Enden festgeknotet. Deren geringe Länge begrenzt die Größe des Bogens. Der Musiker hält den Bogen zwischen den Fingern und dem Daumen der rechten Hand, wobei er mit dem Daumen die Haare, um sie zu spannen, nach außen drückt, falls der Bogen fast gerade ist. Bei einem stark gekrümmten Bogen spannt er die Haare, indem er sie nach innen gegen den Bogen drückt. Von der richtigen Bogenspannung, dem Druck auf die Saite und der genauen Position im oberen Bereich der Saite hängt ab, welche Obertöne herausgefiltert werden. Ein stärkerer Druck auf die Seite ergibt einen höheren Ton.
Der ausgehöhlte Saitenträger wirkt als Klangverstärker. Zusätzlich lässt sich der Klang mit dem Mund beeinflussen. Die mit Harz eingeriebenen Bogenhaare werden in einer kreisenden Bewegung gegen den Uhrzeigersinn über die Saite gestrichen. Mit der Seite des Daumens oder einem Fingerglied der linken Hand verkürzt der Musiker die Saite und erhält so einen um einen Ganzton erhöhten Grundton. Weitere Grundtöne können erzeugt werden, gehören aber nicht zur üblichen Spielweise. Für die Melodiebildung werden nicht die Grundtöne, sondern eine Reihe von Obertönen gebraucht. Die tshidhzolo und die verwandten einsaitigen Zithern werden solistisch und zur Gesangsbegleitung gespielt.

## Herkunft und Verbreitung
Im südlichen Afrika waren einsaitige Musikbögen, die mit einem Kalebassenresonator verstärkt werden, Mundbögen und Stabzithern früher in einer großen Formenvielfalt verbreitet. Hinzu kamen einige seltene Pluriarc mit mehreren Saiten. Vor dem Einfluss der Europäer, auf die im 18. Jahrhundert die Einführung der Zupflaute ramkie, von der Violine abgeleitete einfache Streichinstrumente, und ab dem 19. Jahrhundert der Gitarre sowie einer Kastenzither (Autoharp) zurückgeht, besaßen die Nguni in Südafrika ansonsten keine mehrsaitigen Instrumente. Musikbögen und Stabzithern können durch Zupfen, Anschlagen und Streichen der Saite, im Fall des gora durch Anblasen der Saite oder durch Reiben des Bogens mit einem Schrapstab angeregt werden. Bei den einsaitigen Zithern kann der Saitenträger röhrenförmig, flach (wie bei der Plattstabzither zeze) oder trogförmig sein.
Zu letzterem Typus gehört neben der tshidzholo der Venda die sefinjolo der Batswana. Beide Namen sind sprachverwandt und lassen sich auf Afrikaans viool für „Violine“ zurücken, wobei das se- in sefinjolo ein Präfix für Batswana-Substantive und tshi- in tshidhzolo (ebenso ku- und lu-) ein Diminutivpräfix ist und „klein“ bedeutet (im Wort Tshivenda bedeutet tshi- „Sprache von...“). Ähnliche Instrumente heißen in Botswana segankuru, gelegentlich setinkane, bei den Sotho in Transvaal sekgobogobo oder setsegetsege und bei den Sotho in Lesotho sekatari. Laut Percival Kirby (1934) wurde zu seiner Zeit die isikehlekehle bei den Swazi, die ubhek’indhlela bei den Zulu und die uhadi bei den Xhosa kaum noch gespielt. Die Etymologie von segankuru und isankuni ist unbekannt, beide Wörter gehören nicht zu Bantusprachen.
Die sprachliche Herleitung und das Vorhandenseins eines Stimmwirbels stellen einen nur dürftigen Bezug zur Violine her. Andere Vorbilder lassen sich ebenso wenig konkret ausmachen. Die Spielweise und die Verwendung eines mit Haaren bespannten Streichbogens deuten auf einen europäischen Einfluss hin. Der schwedische Naturkundler Anders Sparrman fand bei seinem Aufenthalt 1772 bis 1776 bei den südafrikanischen Khoikhoi eine t’guthe genannte, einfache Nachahmung der Violine, deren drei bis vier, über ein Holzbrett gespannte Saiten mit einem Bogen gestrichen wurden. Seit dieser Zeit ist der Einfluss der europäischen Violine auf südafrikanische Instrumente nachweisbar; eine Beziehung zu den in Ostafrika von arabischen Händlern eingeführten Röhrenspießgeigen wie der endingidi in Uganda hält David Rycroft (1966) dagegen nicht für wahrscheinlich. Saiteninstrumente können bereits vor den ersten europäischen Kontakten mit einem Reibestab angeregt worden sein. Die Saite mit dem Daumen zu verkürzen, ist die übliche Spieltechnik bei Mundbögen, eine Neuerfindung scheint lediglich die Verwendung eines kreisförmig bewegten Haarbogens zu sein.
Percival Kirby (1934) hält die Mundverstärkung bei der tshidzholo für die ältere Spieltechnik im Vergleich zur hauptsächlich in Botswana vorkommenden segankuru, bei der nach dem Prinzip des Kalebassen-Musikbogens eine über das obere Ende des Saitenträgers gestülpte Blechdose die Resonanzverstärkung übernimmt, wie 1928 beschrieben wurde. Die Pedi in Transvaal nennen oder nannten dieses Instrument mit Blechkanister sekgobogobo, die Sotho sekatari und die Swazi das ihre isikehlekehle. Die ubhek’indhlela übernahmen die Zulu offenbar von ihrer Umgebung und wandelten sie ab. Der Saitenträger der ubhek’indhlela ist nicht mehr ausgehöhlt, dafür wurde der Blechkanister am Stab festgenagelt. Die Saite ist bei manchen Exemplaren nicht am Stabende, sondern am Blech befestigt. Dies entspricht der Konstruktion der isankuni der Mpondo im Pondoland. Bei der isankuni fehlt der Stimmwirbel und der Blechkanister befindet sich – anders als bei der segankuru – in Spielposition unten.
Der Übergang von der mundverstärkten Stabzither, die schräg vom Mund weg gehalten wird, hin zu einer Zither mit eigenem Resonator, die senkrecht vor dem Oberkörper an eine Schulter gelehnt ist, folgt der Entwicklung vom Mundbogen/Jagdbogen zum Kalebassen-Musikbogen nach. Percival Kirby beschreibt in seiner dritten Instrumentengruppe mutmaßliche Zwischenstadien auf diesem Weg: Am Anfang steht demnach ein langer dünner Bogen wie der outa der Damara mit einer Stimmschlinge (ungefähr mittige Saitenteilung), der senkrecht gehalten und nicht mit dem Mund verstärkt wurde. Der dünne Bogenstab erzeugt wenig Resonanz. Instrumente der Gruppe 3 b besitzen stattdessen einen dreiteiligen Saitenträger aus einer dicken geraden Röhre in der Mitte, die entsprechend dem ausgehöhlten Saitenträger der tshidzholo eine gewisse Resonanzverstärkung bewirkt und die an beiden Enden um dünne gebogene Stäbe verlängert wird (isitontolo der Ndebele, Zulu und Xitsonga, setolotolo der Sotho und lekope der Pedi). Beim utiyane der Swazi, umqunge der Pondo und umrube der Xhosa und Zulu steckt in einer dicken Röhre nur an einem Ende ein dünner gebogener Stab (Gruppe 3 d). Der Spieler hält die Röhre gegen seinen Mund mit dem dünnen Stab nach oben und streicht die Saite mit einem angerauten Holzstab. Wie bei der tshidzholo produziert er einen zweiten Grundton, indem er die Saite mit einem Finger der linken Hand verkürzt. Durch die Mundstellung isoliert er einzelne Obertöne.
Offenbar wurde die in den 1930er Jahren von Percival Kirby vorgefundene und als mit dem Mund verstärkt beschriebene tshidzholo später ebenfalls mit einem Blechresonator versehen. Eine Abbildung von John Blacking (1979) aus dem Jahr 1956 zeigt den Pedi-Musiker Gena Mohali, der eine als „einsaitige Fidel“ umschriebene tshidzholo mit einem gefalteten Blech am oberen Ende senkrecht an die rechte Schulter gelehnt hält und seinen Gesang mit deren Spiel begleitet.